# Internazionali di Tennis Verona
Gli Internazionali di Tennis Verona sono un torneo professionistico di tennis giocato su campi in terra rossa. Fanno parte dell'ATP Challenger Tour e si giocano annualmente a Verona, in Italia, dal 2021. La prima edizione si è disputata all'Associazione Tennis Verona e faceva parte della categoria Challenger 80 con un montepremi di 44 820 €. La seconda e terza edizione si sono svolte presso i campi del Circolo Tennis Scaligero. Nel 2024 cambia sede, trasferendosi presso gli impianti dello Sporting Club Verona.

## Albo d'oro

### Singolare
| Anno | Campione             | Finalista       | Punteggio        |
| ---- | -------------------- | --------------- | ---------------- |
| 2024 | Federico Arnaboldi   | Vilius Gaubas   | 6–2, 6–2         |
| 2023 | Vít Kopřiva          | Vitaliy Sachko  | 1–6, 7–6(3), 6–2 |
| 2022 | Francesco Maestrelli | Pedro Cachín    | 3–6, 6–3, 6–0    |
| 2021 | Holger Rune          | Nino Serdarušić | 6–4, 6–2         |

### Doppio
| Anno | Campioni                             | Finalisti                                  | Punteggio               |
| ---- | ------------------------------------ | ------------------------------------------ | ----------------------- |
| 2024 | Marcelo Demoliner Guillermo Durán    | Yanaki Milev Petr Nesterov                 | 6(6)–7, 7–6(3), [15–13] |
| 2023 | Federico Gaio Andrea Pellegrino      | Daniel Dutra da Silva Nick Hardt           | 7–6(6), 6–2             |
| 2022 | Luis David Martínez Andrea Vavassori | Juan Ignacio Galarza Tomás Lipovšek Puches | 7–6(4), 3–6, [12–10]    |
| 2021 | Sadio Doumbia Fabien Reboul          | Luca Margaroli Gonçalo Oliveira            | 7–5, 4–6, [10–6]        |